# تسويوشي ناكاأو
تسويوشي ناكاأُو (باليابانية: 中尾 剛) (29 مايو 1983 في كاغوشيما في اليابان – )؛ هو لاعب كرة قدم ياباني سابق كان يلعب كمدافع.

## وصلات خارجية
- تسويوشي ناكاأو على موقع رابطة كرة القدم اليابانية للمحترفين (اليابانية)